# کیزیو (ان)
کیزیو (به فرانسوی: Cuzieu) یک کمون در فرانسه است که در ان (اوورنی-رون-آلپ) واقع شده‌است. کیزیو ۴٫۸۷ کیلومتر مربع مساحت دارد ۳۵۰ متر بالاتر از سطح دریا واقع شده‌است.